# Montefiorino
Montefiorino est une commune de la province de Modène dans l'Émilie-Romagne en Italie.

## Culture
- Le Musée de la Résistance qui retrace les combats de 1943 à 1945 de la Répubblica di Montefiorino.

## Administration
| Période                                  | Période  | Identité          | Étiquette     | Qualité |
| ---------------------------------------- | -------- | ----------------- | ------------- | ------- |
| 30 mai 2006                              | En cours | Maurizio Paladini | Centro-Destra |         |
| Les données manquantes sont à compléter. |          |                   |               |         |

### Hameaux
Casola, Corzago, Farneta, Gusciola, Lago, La Verna, Macognano, Rubbiano, Vitriola

### Communes limitrophes
Frassinoro, Palagano, Toano, Villa Minozzo

### Jumelages
- Carqueiranne (France)

## Personnalités liées à la ville
- Ivano Ghirardini, guide de haute montagne.